# Aglaura hemistoma
Aglaura hemistoma är en nässeldjursart som beskrevs av Péron och Charles Alexandre Lesueur 1810. Aglaura hemistoma ingår i släktet Aglaura och familjen Rhopalonematidae. Inga underarter finns listade i Catalogue of Life.

## Bildgalleri

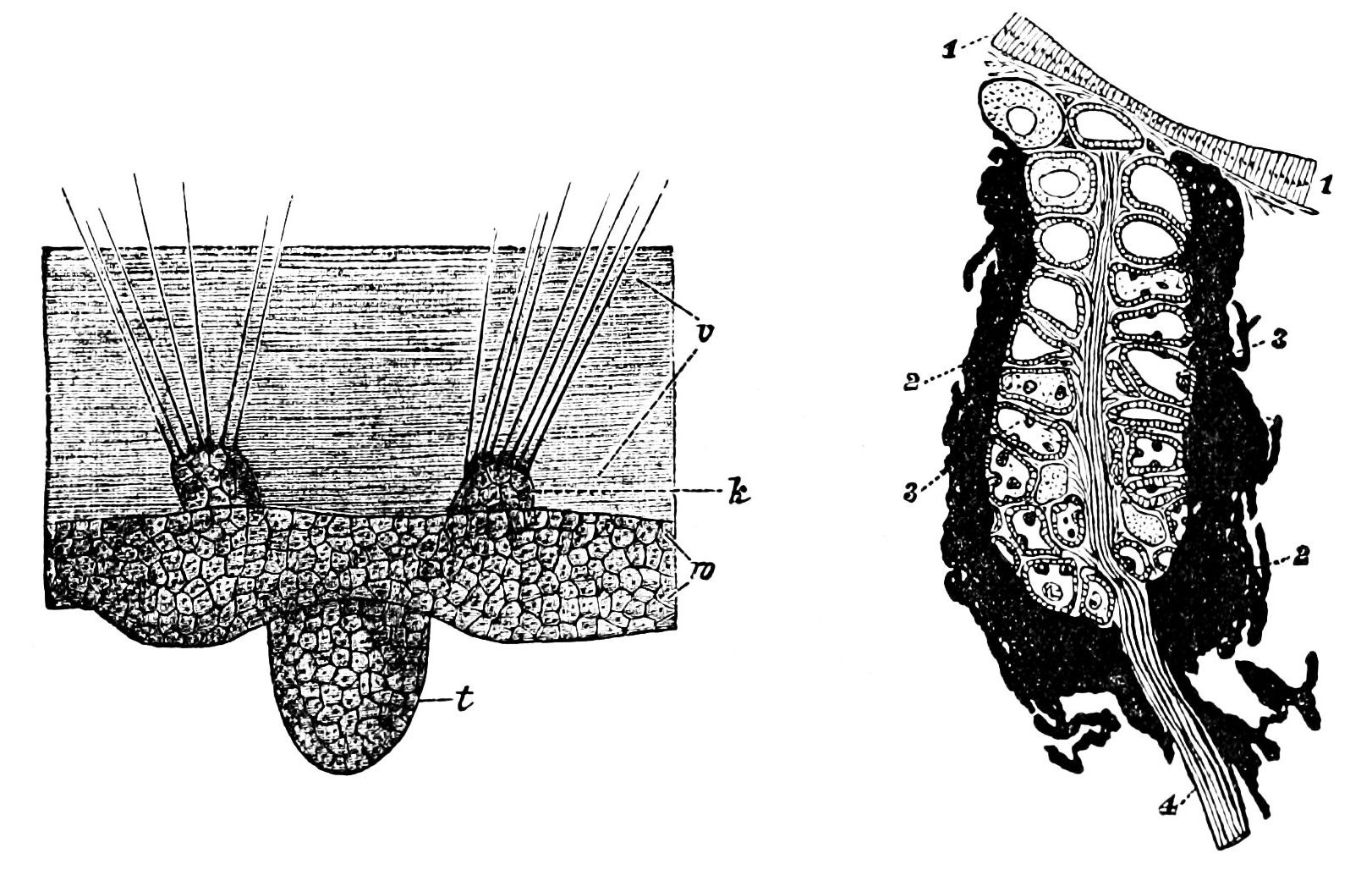